# Dino Perić
Pour les articles homonymes, voir Perić.
Dino Perić, né le 12 juillet 1994 à Osijek, est un footballeur croate. Il évolue au poste de défenseur central au Dinamo Zagreb.

## Carrière
Dino Perić rejoint le Dinamo Zagreb en 2012 après avoir été formé au NK Osijek.

## Statistiques
| Saison                | Club                     | Championnat           | Championnat | Championnat | Coupe(s) nationale(s) | Coupe(s) nationale(s) | Compétition(s) continentale(s) | Compétition(s) continentale(s) | Compétition(s) continentale(s) | Total | Total |
| Saison                | Club                     | Division              | M.          | B.          | M.                    | B.                    | Comp.                          | M.                             | B.                             | M.    | B.    |
| 2012-2013             | NK Sesvete (prêt)        | Druga liga            | 13          | 3           | 0                     | 0                     | -                              | -                              | -                              | 13    | 3     |
| 2013-2014             | NK Sesvete (prêt)        | Druga liga            | 17          | 3           | 0                     | 0                     | -                              | -                              | -                              | 17    | 3     |
| Sous-total            | Sous-total               | Sous-total            | 30          | 6           | 0                     | 0                     | -                              | -                              | -                              | 30    | 6     |
| 2013-2014             | Lokomotiva Zagreb (prêt) | Prva HNL              | 3           | 0           | 0                     | 0                     | -                              | -                              | -                              | 3     | 0     |
| 2014-2015             | Lokomotiva Zagreb (prêt) | Prva HNL              | 8           | 0           | 1                     | 0                     | -                              | -                              | -                              | 9     | 0     |
| 2015-2016             | Lokomotiva Zagreb        | Prva HNL              | 22          | 0           | 3                     | 0                     | -                              | -                              | -                              | 25    | 0     |
| 2016-2017             | Lokomotiva Zagreb        | Prva HNL              | 5           | 0           | -                     | -                     | C3                             | 8                              | 2                              | 13    | 2     |
| Sous-total            | Sous-total               | Sous-total            | 38          | 0           | 4                     | 0                     | -                              | 8                              | 2                              | 50    | 2     |
| 2016-2017             | Dinamo Zagreb (prêt)     | Prva HNL              | 1           | 0           | 1                     | 0                     | C1                             | 0                              | 0                              | 2     | 0     |
| Sous-total            | Sous-total               | Sous-total            | 1           | 0           | 1                     | 0                     | -                              | 0                              | 0                              | 2     | 0     |
| Total sur la carrière | Total sur la carrière    | Total sur la carrière | 69          | 6           | 5                     | 0                     | -                              | 8                              | 2                              | 82    | 8     |

## Palmarès
Dinamo Zagreb
- Champion de Croatie en 2018, 2019, 2020, 2021 et 2022.
- Vainqueur de la Coupe de Croatie en 2018 et 2020.
- Vainqueur de la Supercoupe de Croatie en 2019.